# 滇西琴蛙
滇西琴蛙（学名：Nidirana occidentalis），一种分布于中华人民共和国云南省西部地区的两栖动物，隶属于蛙科琴蛙属。模式产地为云南省腾冲市高黎贡山大蒿坪。

## 形态特征
滇西琴蛙体型中等细长，雄蛙体长44.5～53毫米，雌蛙体长55.6～61.3毫米。身体背部呈黄棕色、红棕色或深棕色，具有浅色脊线，脊线两侧为宽深色条纹，后半部分散布黑色斑点；背侧褶皱双色，上部色浅，下部色深；体侧从浅棕色到深棕色不等，有小黑点或大黑斑；前臂基部具有一黑色条纹，侧面具有不规则暗纹，后肢具有深棕色或黑色横纹；身体腹面乳白色，喉部颜色较深，有些个体腹部和四肢腹面边缘具有黑点。